# もこみちのMIDNIGHT KITCHEN
『もこみちのMIDNIGHT KITCHEN』（もこみちのミッドナイトキッチン）は、2014年2月27日から3月20日まで日本テレビで放送していたテレビドラマ。
日本テレビ朝番組『ZIP!』の「MOCO'Sキッチン」と連動しているフェイクドキュメンタリードラマ。番組放送後1週間公式HPで未公開部分を含む動画を公開した。

## 出演者
- 速水もこみち - 速水もこみち
- 執事 - 篠井英介
- プロデューサー - 水野智則
- アシスタントプロデューサー明子 - 黒田有彩
- アシスタントプロデューサー久美子 - 小林麗菜
- 語り - 村山喜彦
- 天ぷら - 職人嶋崎伸夫
- 臥龍居オーナーシェフ - 脇屋友詞
- つきぢ田村三代目店主 - 田村隆

## 放送リスト
| 回     | 放送日  | デート相手 | デート場所                                                |
| ------ | ------- | ---------- | --------------------------------------------------------- |
| 第一夜 | 2月28日 | 馬場典子   | 熟成肉専門店「中勢以内店」                                |
| 第二夜 | 3月7日  | 佐藤ありさ | 天ぷら専門店「つな八つのはず庵」                          |
| 第三夜 | 3月14日 | 滝沢沙織   | 中華料理店「Turandot 臥龍居トゥーランドットガリュウキョ」 |
| 第四夜 | 3月21日 | 柏木由紀   | 日本料理店「つきぢ田村」                                  |

## スタッフ
- 企画・プロデュース - 三枝孝臣
- 脚本 - 塩沢航
- 脚本監修 - 小山薫堂
- 撮影 - 氏家善明
- 助手 - 米田卓真
- 音声 - 佐渡博之、鈴木昭二
- 編集 - 岩切裕一
- EED - 森田裕司
- MA - 大竹雄一
- 音効 - 今野直秀、鈴木信行
- 美術 - 大島政幸
- ヘアメイク - 中山知美
- 衣装 - 冬（速水もこみち担当）、山崎由佳（馬場典子担当）、野村明子
- タイトルバック - 守谷健太郎
- CG - 佐土原愛
- メディアデザイン - 岸遼、海野大輔
- ホームページ - 田中明花
- 編成 - 伊藤加寿子、小林将孝
- アソシエイトプロデューサー - 山本由緒
- 広報 - 立柗典子
- スチール - 千川修
- AD - 大橋勇気
- デスク - 西口潤
- 助監督 - 長尾くみこ、宮崎駿、宮崎駿、戸倉亮爾
- 制作担当 - 奥村謙介
- 記録 - 柴山あすか
- アシスタントプロデューサー - 塚本充紀、藤沼明子
- 撮影協力 - メーヤー目白ゲストハウス
- 美術協力 - RICE FORCE、Kashikey CoLtd、TOCO CELEB、PREGA、ABISTE
- 衣装協力 - ANAVI、NATURALBEAUTY、Pinky&Dianne、愛ロイヤルウエディング、GALSTAR、夢展望
- 協力 - NITRO、スタジオWELT、ドルフィンズ
- 制作プロダクション - 日本テレビ、AX-ON
- 制作協力 - Ride
- プロデューサー - 倉田忠明、植野浩之、山本由緒、伊藤裕史、佐藤英
- 演出 - 長尾くみこ、CUプロダクション演出グループ
- 制作 - 福士睦
- 製作著作 - 日本テレビ